# Casa individuală de pe str. București, 93 (Chișinău)
Casa individuală de pe str. București, 93 este o clădire amplasată pe str. București, 93 în Chișinău, Republica Moldova. Este un monument arhitectural și de artă de importanță națională inclus în Registrul monumentelor Republicii Moldova ocrotite de stat cu nr. 111 (municipiul Chișinău). Datează de la sf. sec. XIX.